# Antje Siebrecht
Antje Siebrecht (* 1. Mai 1958 in Kassel; † 21. Dezember 2013 ebenda) war eine deutsche bildende Künstlerin.

## Leben
Antje Siebrecht wuchs in Kassel auf, legte dort 1978 ihr Abitur ab und studierte von 1979 bis 1985 an der Gesamthochschule Kassel im Fachbereich Freie Kunst, unter anderem bei Professor Hans Günther Spornitz. Von 1982 bis 1986 studierte sie gleichzeitig an der Hochschule für bildende Künste Hamburg bei Almir Mavignier. Im Zeitraum von 1986 bis 1996 lebte und arbeitete Siebrecht hauptsächlich in London, wo sie von 1986 bis 1988 am Royal College of Art studierte und mit dem Master (RCA) abschloss.
Ihre Papierarbeiten und Reisebilder präsentierte sie in verschiedenen Ausstellungen und Galerien im In- und Ausland. In ihren Papiercollagen setzt Siebrecht sich oft mit den Themen „Reisen und Unterwegssein“ sowie der „unstillbaren Sehnsucht nach dem Paradies“ auseinander, wobei ihre „papiernen Erinnerungen und Stimmungslandschaften“ stets konkreten Orten und Erlebnissen zugeordnet werden können. Sie verarbeitete dabei ihre aus allen Teilen der Welt zusammengetragene Papiersammlung, die unter anderem handgeschöpfte Papiere, Handschriften, Notenblätter, Tapeten, Architekturzeichnungen und Seekarten enthielt.
Sie bestritt zahlreiche Lehraufträge und erhielt mehrere Auszeichnungen und Stipendien von internationalen Einrichtungen.
Siebrecht lebte und arbeitete seit 1996 wieder in Kassel.

## Auszeichnungen
- Antje Siebrecht erhielt zahlreiche Arbeitsstipendien, Auszeichnungen und Stipendien im In- und Ausland.[2]
- 1977: Paul-Dierichs-Preis für vorbildliches Engagement im sozialen Bereich. Auf Initiative von Antje Siebrecht verkauften sie und ihre Mitschüler (darunter Andreas Mäckler) während der Kunstausstellung documenta 6 Bohrlocherde des „Vertikalen Erdkilometers“ von dem US-amerikanischen Künstler Walter de Maria für soziale Zwecke.[3][4]

## Werke
- 2007: Am Lac/Kassel-Bad Wilhelmshöhe, Collage, 75 cm × 57 cm
- 2007: Gregorianische Gesänge, Collage, 76 cm × 58 cm
- 2007: Schmetterlinge, Collage, 75 cm × 57 cm
- 2006: Gauri Sankar, Collage, 57 cm × 57 cm
- 2006: Kilimandscharo, Collage, 57 cm × 57 cm
- 2006: Sonnengedichte, Collage, 150 cm × 120 cm
- 2006: Wüstenlandschaft, Collage, 76 cm × 58 cm
- 2005/2006: Fraunhofer Zyklus A B C, Collagen, jeweils 76 cm × 58 cm
- 2004–2006: Reisezeichen – 180 Papiere, Collagen, jeweils 21 cm × 15 cm
- 2004: Boot, Glasobjekt, 26 cm × 26 cm

## Einzelausstellungen
- 2010: Reisezeichen, Suche nach dem Paradies. Kunsthalle im Gerhardt-von-Reutern-Haus in Willingshausen (Kurator: Rolf Luhn)[1]
- 2006/2007: Farbspiele, mit der Collagenreihe fraunhofer-zyklus 2006. Kunst im Fraunhofer-Haus in München[5]
- 2006: Antje Siebrecht im Dialog mit Richard Haizmann. Graphische Arbeiten, Richard-Haizmann-Museum in Niebüll

## Kataloge
- Ostholstein-Museum: Reisebilder. Papierarbeiten von Antje Siebrecht. 9. Mai–20. Juni 1999. Ostholstein-Museum, Eutin 1999.
- Georg Bussmann: Antje Siebrecht, Arbeiten auf Papier – Works on Paper. Kunstverein Salzgitter, Salzgitter 1995.
- Bettina Paust: Antje Siebrecht, Arbeiten auf Papier – Kloster Cismar 1994–1995. Oetker/Voges, Kiel 1995, ISBN 3-9804322-0-3.
- Jain Robertson: Antje Siebrecht 1992–1993. Korean Odyssey – Koreanische Odyssee. Saffron Books / Eastern Art Report, London 1993, ISBN 1-872843-04-2. (Text teilw. dt., teilw. engl., teilw. koreanisch)
- Mary Rose Beaumont: Antje Siebrecht, Zeichnungen und Collagen 1986–1990. Painting with Light. Messehallen Frankfurt am Main, 1990.